# ثدييات معدلة وراثيا
الثدييات المعدلة وراثيًا هي الثدييات التي تم تعديلها وراثيًا. وهي فئة مهمة من الكائنات المعدلة وراثيًا. تتضمن غالبية الأبحاث التي تتناول الثدييات المعدلة وراثيًا الفئران، ومحاولات إنتاج حيوانات معطلة وراثيًا في أنواع الثدييات الأخرى محدودة بسبب عدم القدرة على استخلاص الخلايا الجذعية الجنينية وزراعتها بشكل مستقر.

## الاستخدام
تُستخدم أغلب الثدييات المعدلة وراثيًا في الأبحاث للتحقيق في التغيرات في النمط الظاهري عند تغيير جينات معينة. ويمكن استخدام ذلك لاكتشاف وظيفة جين غير معروف، أو أي تفاعلات وراثية تحدث أو مكان التعبير عن الجين. يمكن للتعديل الوراثي أيضًا إنتاج ثدييات قابلة لمركبات أو ضغوط معينة للاختبار في الأبحاث الطبية الحيوية. تُستخدم بعض الثدييات المعدلة وراثيًا كنماذج للأمراض البشرية ويمكن اختبار العلاجات والشفاء المحتملة عليها أولاً. تم هندسة ثدييات أخرى بهدف زيادة استخدامها في الطب والصناعة. تشمل هذه الاحتمالات الخنازير التي تعبر عن مستضدات بشرية بهدف زيادة نجاح عملية زرع الأعضاء بين الكائنات الحية  والثدييات المرضعة التي تعبر عن البروتينات المفيدة في حليبها.

## الفئران
غالبًا ما تُستخدم الفئران المعدلة وراثيًا لدراسة الاستجابات الخلوية والأنسجة المحددة للمرض (راجع الفئران المعدلة وراثيًا). هذا ممكن نظرًا لأنه يمكن إنشاء الفئران بنفس الطفرات التي تحدث في الاضطرابات الوراثية البشرية، فإن إنتاج المرض البشري في هذه الفئران يسمح بعد ذلك باختبار العلاجات.
الفئران المصابة بالسرطان هي نوع من الفئران المعملية التي تم تعديلها وراثيًا والتي طورها فيليب ليدر وتيموثي أ. ستيوارت من جامعة هارفارد لحمل جين معين يسمى الجين الورمي المنشط.
الفئران العملاقة الأيضية هي من ابتكار فريق من العلماء الأمريكيين بقيادة ريتشارد هانسون، أستاذ الكيمياء الحيوية في جامعة كيس ويسترن ريزيرف في كليفلاند، أوهايو.كان الهدف من البحث هو اكتساب فهم أكبر لإنزيم PEPCK-C، الموجود بشكل أساسي في الكبد والكلى.

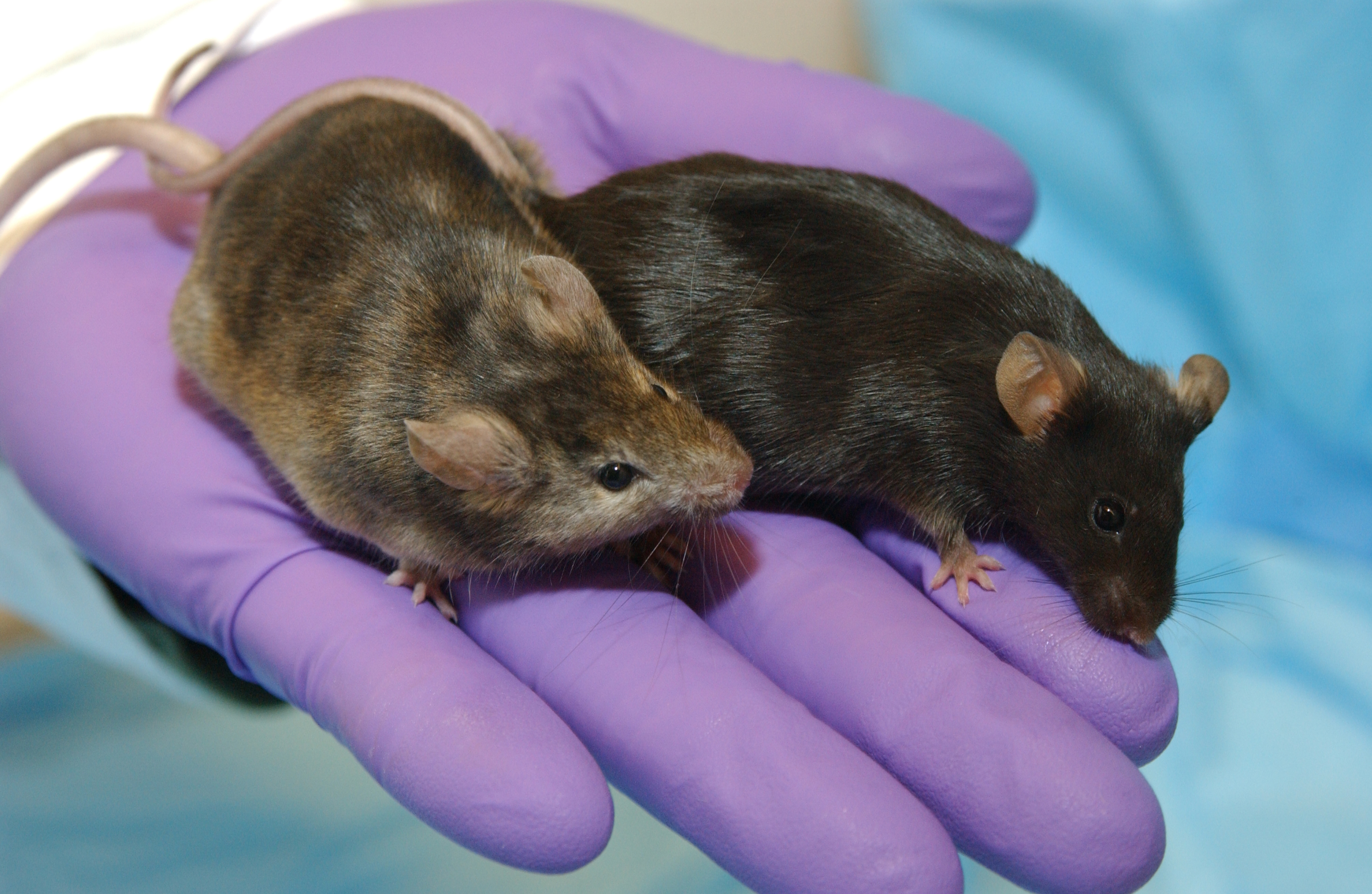
الفأر المعدل وراثيًا والذي تم فيه تعطيل الجين المؤثر على نمو الشعر (على اليسار) يظهر بجوار فأر معمل عادي.

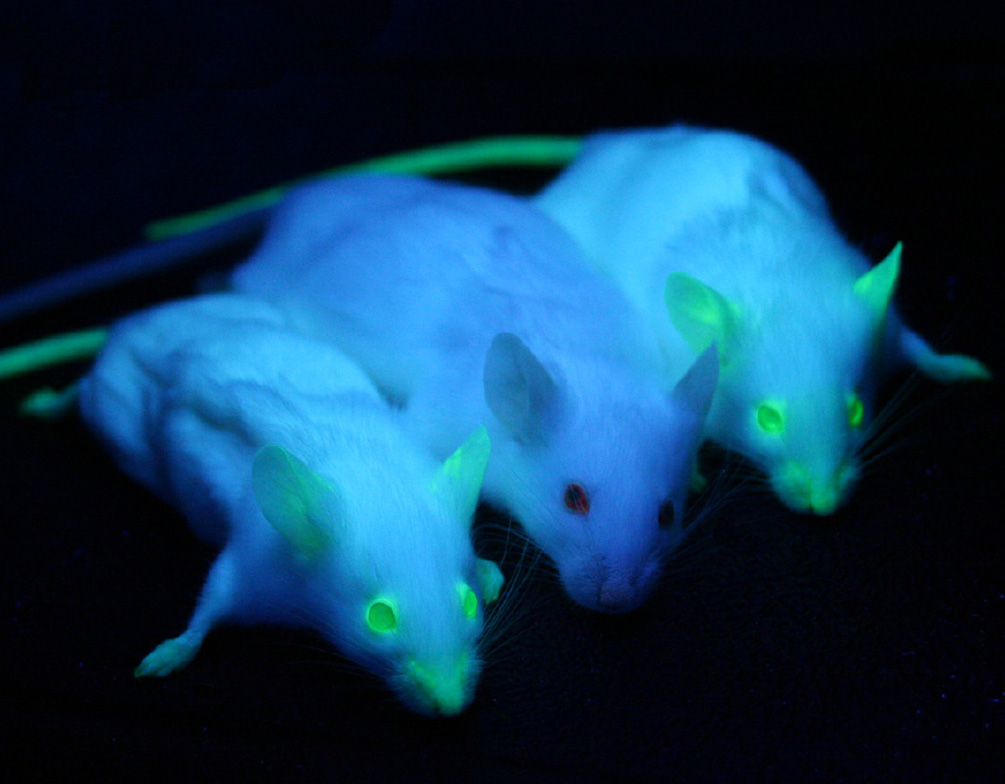
فئران متحورة وراثيًا تعبر عن بروتين فلوري أخضر يتوهج باللون الأخضر تحت الضوء الأزرق. الفأر المركزي من النمط البري.

## الجرذان
الجرذ الذي تم تعديل جينه هو جرذ به خلل في جين واحد يستخدم في الأبحاث الأكاديمية والصيدلانية.

## الماعز
البيوستيل (BioSteel) هو اسم علامة تجارية لمادة ألياف عالية القوة مصنوعة من بروتين يشبه حرير العنكبوت المعاد تركيبه والمستخرج من حليب الماعز المعدلة وراثيًا، والذي تصنعه شركة Nexia Biotechnologies. قبل إفلاسها، نجحت الشركة في توليد سلالات مميزة من الماعز التي أنتجت نسخًا معاد تركيبها من بروتينات حرير السحب MaSpI أو MaSpII على التوالي في حليبها.

## الخنازير
إن enviropig هي العلامة التجارية لسلالة معدلة وراثيًا من خنازير يوركشاير ذات القدرة على هضم الفوسفور النباتي بكفاءة أكبر من الخنازير غير المعدلة العادية والتي تم تطويرها في جامعة غويلف. تنتج Enviropigs إنزيم الفايتاز في الغدد اللعابية الذي يفرز في اللعاب.
في عام 2006، تمكن العلماء من قسم علوم وتكنولوجيا الحيوان بجامعة تايوان الوطنية من تربية ثلاثة خنازير متوهجة باللون الأخضر باستخدام البروتين الفلوري الأخضر. يمكن استخدام الخنازير الفلورية لدراسة عمليات زرع الأعضاء البشرية، وتجديد خلايا المستقبلات الضوئية للعين،  والخلايا العصبية في الدماغ، والطب التجديدي عبر الخلايا الجذعية، وهندسة الأنسجة، وأمراض أخرى.
في عام 2015، استخدم الباحثون في معهد بكين للجينوم نوكليازات مؤثرة شبيهة بالمنشط النسخي لإنشاء نسخة مصغرة من سلالة خنازير باما، وعرضوها للبيع للمستهلكين.
في عام 2017، أفاد العلماء في معهد روزلين بجامعة إدنبرة، بالتعاون مع جينوس، أنهم قاموا بتربية خنازير بجين CD163 معدّل. كانت هذه الخنازير مقاومة تمامًا لمتلازمة التكاثر والتنفس الخنزيرية، وهو مرض يسبب خسائر فادحة في صناعة الخنازير في جميع أنحاء العالم.

## الماشية
في عام 1991، كان هيرمان الثور أول بقرة معدلة وراثيًا أو معدلة وراثيًا في العالم. أثار إعلان إنشاء هيرمان جدلًا كبيرًا.
في عام 2016، أعلنت جين رابر وفريقها عن أول بقرة معدلة وراثيًا مقاومة للتريبانوزوما في العالم. أعلن هذا الفريق، الذي يضم معهد أبحاث الثروة الحيوانية الدولي، والكلية الريفية في اسكتلندا، ومركز معهد روزلين لعلم الوراثة والصحة الحيوانية الاستوائية، وجامعة مدينة نيويورك، أن ثورًا كينيًا من نوع بوران قد ولد وأنجب بالفعل طفلين بنجاح. تم إعطاء تومايني - المسمى على اسم الكلمة السواحيلية التي تعني "الأمل" - عامل تريبانوليتيك من قرد البابون عبر CRISPR / Cas9.

## الكلاب
كان روبي (اختصارًا لجرو روبي) أول كلب معدَّل وراثيًا في العالم في عام 2009. أنتج روبي، وهو كلب بيجل مستنسخ، وأربعة كلاب بيجل أخرى، بروتينًا فلوريًا يتوهج باللون الأحمر عند إثارته بالضوء فوق البنفسجي. وكان من المأمول استخدام هذا الإجراء للتحقيق في تأثير هرمون الاستروجين على الخصوبة.
أفاد فريق في الصين في عام 2015 أنهم قاموا بهندسة كلاب بيجل وراثيًا بحيث يكون لديها ضعف كتلة العضلات الطبيعية، بإدخال طفرة جين ميوستاتين طبيعية مأخوذة من الكلاب الويبت.

## الرئيسيات
في عام 2009 أعلن العلماء في اليابان أنهم نجحوا في نقل جين إلى نوع من الرئيسيات (القشة) وأنتجوا سلالة مستقرة من الرئيسيات المعدلة وراثيًا لأول مرة. كان من المأمول أن يساعد هذا في البحث في الأمراض البشرية التي لا يمكن دراستها في الفئران، على سبيل المثال مرض هنتنغتون والسكتات الدماغية، ومرض الزهايمر والفصام.

## القطط
في عام 2011، أنشأ فريق ياباني أمريكي قططًا خضراء فلورية معدلة وراثيًا من أجل دراسة فيروس نقص المناعة البشرية/الإيدز وأمراض أخرى حيث يرتبط فيروس نقص المناعة لدى القطط (FIV) بفيروس نقص المناعة .